# Chakū
Chakū (persiska: چکو) är en ort i Iran.   Den ligger i provinsen Västazarbaijan, i den nordvästra delen av landet, 500 km väster om huvudstaden Teheran. Chakū ligger 1 229 meter över havet och antalet invånare är 342.
Terrängen runt Chakū är huvudsakligen kuperad. Chakū ligger nere i en dal.Runt Chakū är det ganska tätbefolkat, med 80 invånare per kvadratkilometer. Närmaste större samhälle är Ālvātān, 5,7 km söder om Chakū. Trakten runt Chakū består i huvudsak av gräsmarker.